# Békés Gellért
Békés József Gellért O. S. B. (Bruzer József, Gerardus Békés) (Budapest, 1915. január 3. – Sankt Lambrecht (Ausztria), 1999. július 29.) bencés szerzetes, Széchenyi-díjas teológus, Biblia-fordító, költő, egyetemi tanár, a Pannonhalmi Területi Apátság általános helynöke.

## Élete
Egy józsefvárosi kereskedőcsaládban született. Középiskolai tanulmányait a budapesti Szent Benedek Bencés Gimnáziumban végezte. Közben cserkészkedett és a Bencés Diák című iskolaújság szerkesztője is volt.
1932. augusztus 6-án lépett be a bencés rendbe. 1936. szeptember 12-én ünnepélyes fogadalmat tett, és 1938. szeptember 11-én szentelték áldozópappá. Teológiai diplomáját és doktorátusát a római Pápai Szent Anzelm Egyetemen szerezte meg 1940-ben.
1940-45-ig gimnáziumi hittanár és diákotthoni nevelő Pannonhalmán. Emellett az Actio Catholica titkára, az ekkor szerveződő KALOT és KALÁSZ lelkésze volt. Az 1944-45-ben a Nemzetközi Vöröskereszt lelkésze, részt vállalt a zsidók és más menekültek mentésében. 1945-46-ig Kelemen Krizosztom főapát titkára, aki 1946-ban a római Szent Anzelm Egyetemre küldte tanítani.
1946-92-ig a római Szent Anzelm és Szent Gergely Egyetemek professzora. Közben 1946-66-ig (65-ig) a Magyar Bencés Kongregáció prokurátora, 1957-91-ig a külföldön élő magyar bencések elöljárója, 1979-83-ig a római Szent Anzelm Prímásapátság perjele. 1992-ben hazatért Pannonhalmára, ahol a Pannonhalmi Területi Apátság általános helynökeként működött haláláig.
Hazatérte után folyamatosan tanított a pannonhalmi Szent Gellért Hittudományi Főiskolán és annak budapesti "Sophia" kihelyezett tagozatán, továbbá a budapesti Kalazantinum Piarista Hittudományi Főiskolán. Az 1998-ban létrejött Sapientia Szerzetesi Hittudományi Főiskolai Szövetség elnökévé választotta.
1959-1999-ig a római Katolikus Szemle főszerkesztője volt. Több teológiai – főként az ökumené tárgykörében írott – könyv és több száz tanulmány szerzője. 1948 és 1951 között Dalos Patrik oratoriánus szerzetessel közösen lefordították az Újszövetséget, mely több mint egy tucat kiadást élt meg. Kutatási, oktatási témái: egyháztan, szentségtan, közös hitvallás, ökumenikus teológia.
1969-től a Katolikus Magyar Egyetemi (Értelmiségi) Mozgalom egyházi lelkésze. Évtizedeken át a Magyar Pax Romana Fórum lelkésze is volt. Számos elismerés és kitüntetés birtokosa, melyek közül 1997-ben a Széchenyi-díjat vehette át.
1999. augusztus 9-én, Pannonhalmán a Boldogasszony-kápolna kriptájában helyezték örök nyugalomra.

## Főbb művei
- Gerardus Békés: De continua oratione Clementis Alexandrini doctrina; Herder, Roma, 1942 (Studia Anselmiana)
- Sorsom az Isten. Versek; Katolikus Szemle, Róma, 1968
- Istenkeresés. Új utak a mai teológiában; s.n., Róma, 1974
- Ökumenizmus. Törekvés a keresztény egységre; Tip. Detti, Róma, 1976 (Teológiai kiskönyvtár)
- Krisztusi örömhír, evangéliumi boldogság. Bibliai témák, teológiai megfontolás; Szt. István Társulat, Bp., 1983
- Krisztusban mindnyájan egy. Keresztények egysége – utópia?; Bencés, Pannonhalma, 1993
- Úgy szomjazom Rád. Versek; Bencés, Pannonhalma, 1994
- A Regula lelkisége. Isten keresése Krisztus útján; Bencés, Pannonhalma, 1995 (Lelkiségi füzetek)
- Egyház a Lélek erőterében. Alapvető egyháztani témák a II. Vatikáni Zsinaton; Bencés, Pannonhalma, 1999
- Külföldi rendi körlevelek, 1957–1974; sajtó alá rend. Somorjai Ádám; Pannonhalmi Főapátság, Róma–Pannonhalma, 2000 (Rendtörténeti füzetek)

### Kötetszerkesztések
- "... hogy mindnyájan egyek legyenek". Közös felelősség népünkért. 1. Magyar Ökumenikus Találkozó Sion, 1971. április 12-18. előadások; szerk. Békés Gellért; Katolikus Szemle, Róma, 1971
- Mit ér az ember ha magyar? 14. Magyar Pax Romana Kongresszus. Zangberg, 1972. április 3-9.; szerk. Békés Gellért; Katolikus Szemle, Róma, 1972
- Mit ér az ember, ha keresztény? 15. magyar Pax Romana Kongresszus. Drongen 1973 április 23-29. Előadások; szerk. Békés Gellért; Katolikus Szemle, Róma, 1974
- Ember és családja. 16. Magyar Pax Romana Kongresszus. Freising, 1974 április 15-21.; szerk. Békés Gellért; Katolikus Szemle, Róma, 1975
- A megzavart keresztény. Bizonytalanságok a 2. Vatikáni Zsinat után. Magyar Pax Romana Kongresszus, 17. Lyon, 1975. március 31–április 6.; szerk. Békés Gellért; Katolikus Szemle, Róma, 1976
- Unitatis Redintegratio. 1964-1974. Eine Bilanz der Auswirkungen des Ökumenismus-Dekrets; szerk. Békés Gellért, Vajta Vilmos; Lembeck-Knecht, Frankfurt am Main, 1977
- Krisztusi hit, társadalmi felelősség. Magyar Pax Romana Kongresszus, 20. Chantilly, 1978. III. 27–IV. 2. Tanulmányok; szerk. Békés Gellért, Kalniczky György, közrem. Kovács K. Zoltán; Katolikus Szemle, Róma, 1980
- A lélek erőterében. 3. Magyar Ökomenikus Találkozó, Nassogne, 1984. április 23-28.; szerk. Békés Gellért, Cseri Gyula; Katolikus Szemle, Róma, 1985
- Földindulás Magyarországon? Nézetek és elemzések. 31. Magyar Pax Romana Kongresszus, 1989 március 27–április 1, Reichenau – Németország; szerk. Békés Gellért, Horváth Árpád; Katolikus Szemle, Róma, 1989
- A pápa szól hozzánk. II. János Pál pápa hazánkban. 1991. augusztus 16-20. A pápa beszédei; szerk. Békés Gellért, Cz. Balassa Mária; Katolikus Szemle, Róma, 1991
- Keresztények és a szabadság. Történelem, bölcselet, társadalomtudomány, lelkiség. 34. Magyar Pax Romana Kongresszus, 1992. április 20-26., Lillafüred; szerk. Békés Gellért, Boór János; Katolikus Szemle, Róma, 1992
- Keresztények és a demokrácia. Politika és erkölcs, hit és közéleti elkötelezettség, szociálpolitika, gazdasági fejlődés, veszélyeztetett jövőnk, egyetemes keresztény felelősség. Barankovics Akadémia – 1. Tanulmányi Hétvége, 1992. november 6-8., Leányfalu; szerk. Békés Gellért, Kovács K. Zoltán; Katolikus Szemle, Róma, 1992
- Megújuló egyház a megújuló társadalomban. 35. Magyar Pax Romana Kongresszus. 1993. április, Vép–Szombathely; szerk. Békés Gellért, Horváth Árpád; Bencés, Pannonhalma, 1993 (Katolikus szemle)
- Szegénység, gazdagság, gazdálkodás. 36. Magyar Pax Romana Kongresszus. Siófok–Tihany, 1994; szerk. Békés Gellért, Endreffy Zoltán; Bencés, Pannonhalma, 1994 (Katolikus szemle)
- Az evangélium: közös szolgálatunk ma. Kiengesztelődés és megbékélés. 5. Magyar Ökumenikus Találkozó, Gyula, 1995 április 17-23.; szerk. Balla Bálint, Békés Gellért; Bencés, Pannonhalma–Bp., 1995 (Katolikus szemle)
- Kultúránk – válaszúton. 38. Pax Romana Kongresszus. Siófok, 1996. április 8-14.; szerk. Békés Gellért, Deme Tamás; Bencés, Pannonhalma, 1997

### Bibliafordítás
- Újszövetségi Szentírás („Békés-Dalos Újszövetség”); görög eredetiből ford., jegyz. Békés Gellért, Dalos Patrik; Külföldi Magyar katolikus Akció, Róma, 1951